# Malik Willis
Pour les articles homonymes, voir Willis.
(en) Statistiques sur pro-football-reference
Malik Antonio Willis (né le 25 mai 1999 à Atlanta) est un joueur américain professionnel de football américain qui évolue au poste de quarterback. 
Au niveau universitaire, il a joué pour les Tigers d'Auburn (2017-2018) et les Flames de Liberty (2019-2021).

## Sa jeunesse
Willis étudie à la Westlake High School (en) d'Atlanta avant de rejoindre la Roswell High School (en) de Roswell pour son année senior. Au cours de cette dernière année, il gagne 2 562 yards à la passe et 1 033 yards à la course pour un total de 37 touchdowns.

## Carrière universitaire

### Auburn
Après le lycée, Willis s'engage auprès de l'université d'Auburn pour y jouer au football américain avec les Tigers. Au cours des saisons 2017 et 2018, il joue 15 matchs, réussissant 11 des 14 passes tentées pour un gain de 69 yards et un touchdown en plus des 309 yards et deux touchdowns à la course,.

### Liberty
Willis rejoint l'université Liberty en 2019 mais ne peut jouer en fonction des règles de transfert pour les Flames. 
En 2020, il est désigné titulaire au poste de quarterback. Contre Southern Mississippi, il inscrit six touchdowns à la passe et un à la course.
Il remporte en 2020 le Dudley Award (en) décerné au meilleur joueur universitaire de l'État de Virginie. En 2001, il est nommé pour le Bobby Bowden Award (en) décerné au meilleur joueur universitaire chrétien,,. Il est désigné MVP du Cure Bowl 2020 et du LendingTree Bowl 2021 (en).

## Carrière professionnelle
Willis est sélectionné en 86e choix lors du troisième tour de la draft 2022 de la National Football League (NFL) par la franchise des Titans du Tennessee, afin d'être le remplaçant de Ryan Tannehill. Ce choix tardif est une surprise car plusieurs experts pensaient qu'il allait être sélectionné dès le premier tour. Il est d'ailleurs le troisième quarterback sélectionné après Kenny Pickett (Steelers de Pittsburgh) et Desmond Ridder (Falcons d'Atlanta). Il signe son contrat rookie le 23 juillet 2022.

### Tennessee
Willis fait ses débuts en NFL en 2e semaine de la saison 2022 lors de la défaire 7 à 41 contre les Bills de Buffalo,dans le troisième quart temps en remplacement du quarterback titulaire Ryan Tannehill resté sur le banc. Il réussit une de ses quatre passes pour un gain de six yards et gagne seize yards supplémentaires à la course. Willis est désigné titulaire en 8e semaine contre les Texans de Houston, Tannehill étant malade. Battu 10 à 17, il réussit six de ses dix passes pour un gain cumulé de 55 yards contre une interception.

## Statistiques

### Universitaires
| Année       | Équipe            | Statut      | MJ |                          | Passes                   | Passes                   | Passes                   | Passes                   | Passes                   | Passes                   | Passes                   |                          | Courses                  | Courses                  | Courses | Courses |
| Année       | Équipe            | Statut      | MJ | Tentées                  | Réussies                 | Pct.                     | Yards                    | TD                       | Int.                     | Éval.                    | Tentées                  | Yards                    | Moy.                     | TD                       |         |         |
| 2017        | Tigers d'Auburn   | Fr.         | 07 | 07                       | 06                       | 85,7                     | 0 45                     | 01                       | 0                        | 186,9                    | 016                      | 221                      | 13,8                     | 01                       |         |         |
| 2018        | Tigers d'Auburn   | So.         | 05 | 07                       | 05                       | 71,4                     | 0 24                     | 0                        | 0                        | 100,2                    | 012                      | 088                      | 07,3                     | 01                       |         |         |
| 2019        | Flames de Liberty | -           | -  | Non-éligible (transfert) | Non-éligible (transfert) | Non-éligible (transfert) | Non-éligible (transfert) | Non-éligible (transfert) | Non-éligible (transfert) | Non-éligible (transfert) | Non-éligible (transfert) | Non-éligible (transfert) | Non-éligible (transfert) | Non-éligible (transfert) |         |         |
| 2020        | Flames de Liberty | Jr.         | 10 | 265                      | 170                      | 64,2                     | 2 250                    | 20                       | 6                        | 155,8                    | 141                      | 944                      | 06,7                     | 14                       |         |         |
| 2021        | Flames de Liberty | Sr.         | 13 | 339                      | 207                      | 61,1                     | 2 857                    | 27                       | 12                       | 151,1                    | 197                      | 878                      | 04,5                     | 13                       |         |         |
| Totaux NCAA | Totaux NCAA       | Totaux NCAA | 35 | 618                      | 388                      | 62,8                     | 5 176                    | 48                       | 18                       | 152,9                    | 366                      | 2 131                    | 05,8                     | 29                       |         |         |

### Professionnelles
| Taille              | Poids          | Bras           | Main          | Sprint   | Sprint   | Sprint   | Shuttle 20 yards | 3 cones drill | Détente   | Détente     | Développé couché | Test Wonderlic |
| Taille              | Poids          | Bras           | Main          | 40 yards | 10 yards | 20 yards | Shuttle 20 yards | 3 cones drill | verticale | horizontale | Développé couché | Test Wonderlic |
| 1,84 m (6 ft 0½ in) | 99 kg (219 lb) | 81 cm (31¾ in) | 24 cm (9½ in) | -        | -        | -        | -                | -             | -         | -           | -                | 32             |

| Année      | Équipe              | MJ |                 | Passes          | Passes          | Passes          | Passes          | Passes          | Passes          | Passes          |                 | Courses         | Courses         | Courses | Courses |     | Sacks  | Sacks |  | Fumbles | Fumbles |
| Année      | Équipe              | MJ | Tentées         | Réussies        | Pct.            | Yards           | TD              | Int.            | Éval.           | Tentées         | Yards           | Moy.            | TD              | Nb.     | Yards   | Nb. | Perdus |       |  |         |         |
| 2022       | Titans du Tennessee | 8  | 61              | 31              | 50,8            | 276             | 0               | 3               | 042,8           | 27              | 123             | 4,6             | 1               | 10      | 49      | 3   | 2      |       |  |         |         |
| 2023       | Titans du Tennessee | 3  | 05              | 04              | 80,0            | 074             | 0               | 0               | 118,8           | 05              | 021             | 4,2             | 0               | 04      | 30      | 1   | 1      |       |  |         |         |
| 2024       | Titans du Tennessee | ?  | Saison en cours | Saison en cours | Saison en cours | Saison en cours | Saison en cours | Saison en cours | Saison en cours | Saison en cours | Saison en cours | Saison en cours | Saison en cours | ?       | ?       | ?   | ?      |       |  |         |         |
| Totaux NFL | Totaux NFL          | 11 | 66              | 35              | 53,0            | 350             | 0               | 3               | 49,4            | 32              | 144             | 4,5             | 1               | 14      | 79      | 4   | 3      |       |  |         |         |